# Fairford River
Der Fairford River bildet den Abfluss des Manitobasees in der kanadischen Provinz Manitoba.
Der Fluss fließt über eine Länge von etwa 15 km zum östlich gelegenen See
Lake St. Martin, der wiederum vom Dauphin River zum Winnipegsee
entwässert wird. Dabei durchfließt der Fairford River den See Pineimuta Lake.
Der Flusslauf liegt fast ausschließlich im Fairford-Indianerreservat.
Das Einzugsgebiet des Fairford River umfasst 80.300 km².
Von der Quelle des Red Deer River zur Mündung des Fairford River
beträgt die Fließlänge 684 km. Der mittlere Abfluss erreicht 60 m³/s.
Am Ausfluss aus dem Manitobasee liegt am Fluss der Fairford Dam, der 1961 zur Regulierung des Wasserspiegels des Manitobasees gebaut wurde. Die Wasserhöhe wird zwischen 247,0 und 247,7 m. ü. M. gehalten.